# Irma la Douce (film)
Irma la Douce is een Amerikaanse komische/romantische film uit 1963 van Billy Wilder met in de hoofdrollen Jack Lemmon en Shirley MacLaine.
De film is gebaseerd op de gelijknamige musical van Marguerite Monnot. Hoewel de film zelf geen musical is, leverde hij André Previn wel een Academy Award op voor beste muziek. In de bioscoop was de film een grote hit en bracht in het eerste jaar meer dan 11 miljoen dollar op.
Er was een Oscarnominatie voor Shirley MacLaine voor haar hoofdrol en André Previn kreeg een Oscar voor zijn muziek voor de film.

## Verhaal
De film vertelt het verhaal van Nestor Patou, een eerlijke politieagent die wordt toegewezen aan de zogenaamde Rode Zone van Parijs. Daar vindt hij op een dag een straat vol prostituees. Hij rapporteert dit aan de inspecteur en organiseert een inval om alle prostituees te arresteren. Te laat ontdekt hij dat de inspecteur al op de hoogte was van de prostituees, en van hen steekpenningen accepteert zodat hij ze met rust laat. Bovendien blijken er meer agenten banden te hebben met de pooiers van de prostituees.
Nestor wordt ontslagen. Hij gaat naar de bar Chez Moustache om zijn verdriet weg te drinken. Daar ontmoet hij Irma la Douce, een populaire prostituee, en wordt op slag verliefd op haar. De liefde blijkt wederzijds, en Irma dumpt haar huidige vriendje zodat Nestor bij haar in kan trekken. Hij wordt haar nieuwe pooier.
Nestor kan het echter niet verkroppen dat Irma door haar beroep dagelijks met andere mannen de liefde bedrijft, en besluit wat te doen aan haar prostitutie. Hij neemt het alter ego aan van de rijke Brit Lord X, die voortaan Irma’s vaste klant wordt, maar zijn bezoekjes aan haar beperkt tot kaartspelletjes en wat bijpraten. Hij ontdekt echter al snel dat er meer schuilgaat in de wereld van de prostituees dan hij aanvankelijk vermoedde. Bovendien wordt Irma al snel achterdochtig door Nestors houding, wat een hoop verkeerde opvattingen en fouten tot gevolg heeft.
Als Patou besluit Lord X te laten verdwijnen wordt hij opgepakt voor moord en belandt hij in de gevangenis. Als hij daaruit ontsnapt kan hij aantonen dat hij Lord X niet heeft vermoord door zich weer als hem voor te doen. Irma verwacht een baby van Lord X en Patou gaat met Irma trouwen. De politie staat voor een raadsel en Patou wordt gevraagd weer bij de politie in dienst te komen om het mysterie te komen oplossen.

## Rolverdeling
| Acteur            | Personage                |
| ----------------- | ------------------------ |
| Jack Lemmon       | Nestor Patou/Lord X      |
| Shirley MacLaine  | Irma la Douce            |
| Lou Jacobi        | Moustache                |
| Bruce Yarnell     | Hippolyte                |
| Hope Holliday     | Lolita                   |
| Grace Lee Whitney | Kiki the Cossack         |
| Joan Shawlee      | Amazon Annie             |
| Sheryl Deauville  | Carmen                   |
| Ruth Earl         | een van de Zebratweeling |
| Jane Earl         | een van de Zebratweeling |
| Harriette Young   | Mimi the MauMau          |
| Herschel Bernardi | Inspecteur Lefevre       |
| Cliff Osmond      | politiesergeant          |
| Tura Satana       | Suzette Wong             |

## Scenario
Samen met zijn vaste scenarioschrijver I.A.L. "Izzy" Diamond werkte Wilder aan een filmscenario dat was gebaseerd op de Franse musical Irma la Douce uit 1956. Wilder was echter geen liefhebber van een musicalverfilming met al zijn liedjes en dansjes en zocht hiervoor een oplossing. Uiteindelijk kwam Diamond met het idee om de liedjes te vervangen door louter melodietjes en die op de achtergrond te houden. Het oorspronkelijke verhaal werd ook aangepast en hoofdpersonage Nestor Le Fripé, verandert van een arme rechtenstudent in de onkreukbare, maar naïeve politieagent Nestor Patou. Wilder en Diamond handhaafden het verhaal van Nestor die verliefd wordt op Irma en een rijke man verzint om haar uit de prostitutie te houden. Maar zij voegden er de satirische elementen aan toe die veel van Wilders films kenmerken. Zoals in The Apartment al de draak werd gestoken met de hypocrisie van de burgerlijke maatschappij, zo wordt in Irma la Douce de maatschappij aangevallen die prostitutie veroordeelt, maar zelf zo corrupt is om het allemaal oogluikend toe te staan. De manier waarop de naïeve Patou zijn baan verliest omdat hij juist niet omkoopbaar is, is typisch Wilder.

## Acteurs
Het verhaal gaat dat Billy Wilder oorspronkelijk Marilyn Monroe op het oog voor de rol van Irma la Douce. Het is echter onwaarschijnlijk dat Wilder dit echt van plan was. Hij had slechte ervaringen met Monroe tijdens de opnames van The Seven Year Itch en vooral Some Like It Hot. Die ervaring werd gedeeld door Jack Lemmon, die samen met Tony Curtis soms uren moest wachten voordat Monroe op de set wilde komen. Ook bleek Monroe niet in staat haar teksten te onthouden die ze ook nog eens verkeerd uitsprak en verhaspelde. Hoewel Some Like It Hot een succes was in 1959 was Wilder niet van plan ooit nog met Monroe te werken. Hij ging wel verder met Jack Lemmon die de hoofdrol kreeg in The Apartment. Monroe had graag de rol gespeeld van Fran Kubelik in die film, maar Wilder koos daarvoor Shirley MacLaine. In 1962 was Marilyn Monroe ook al niet meer de ster die ze was ten tijde van Some Like It Hot. Op aandringen van de studio was er sprake van enige onderhandelingen over de selectie van Monroe, maar Wilder was niet enthousiast. Maar toen de actrice in een interview met Wilder las, dat de regisseur haar 'onbetrouwbaar vond en niet in staat om haar tekst te onthouden' was er van enige samenwerking helemaal geen sprake meer. Kort daarop overleed Monroe. Volgens zijn biografie zag Wilder veel meer in Elizabeth Taylor als Irma, maar ook zij viel af. Hoewel hij de nodige problemen had gehad met Shirley MacLaine tijdens de opnames van The Apartment kreeg zij uiteindelijk de hoofdrol. MacLaine had een reputatie van een 'moeilijke actrice om mee te werken', maar Wilder was onder de indruk geweest van haar rol in The Apartment. MacLaine tekende voor de rol zonder zelfs maar het scenario te hebben gelezen, daar ze vertrouwen had in Wilder en Lemmon. De keuze van Jack Lemmon als Nestor Patou was een gelopen race. Wilder stak zijn bewondering voor het komische talent van de acteur niet onder stoelen of banken. Anders dan Shirley MacLaine mocht Lemmon in The Apartment wel improviseren. Voor een regisseur als Wilder die nog geen komma in het scenario door zijn acteurs liet veranderen, de ultieme blijk van bewondering. Voor Moustache, de rol van de verteller in de film, had Wilder in eerste instantie Charles Laughton gekozen, maar de Britse acteur overleed vóór de film in productie ging.

## Productie
Met een budget van 5 miljoen dollar werd er tussen oktober 1962 en februari 1963 gefilmd. Shirley MacLaine en Jack Lemmon hadden als voorbereiding voor hun rol gesprekken gevoerd met een echte prostituee uit Parijs, "Marguerite" genaamd. De film werd grotendeels opgenomen in de Sam Goldwynstudio in Los Angeles. De vaste decorontwerper van Wilder Alexandre Trauner bouwde de straten van Parijs na op een gigantische set in de studio. Het geheel bestond uit de Rue Casanova en drie andere straten met achtenveertig gebouwen. De set kostte 350.000 dollar en de bouw nam drie maanden in beslag. Voor de verdere buitenlocaties werden opnames gemaakt in Parijs. Er werd gebruikgemaakt van een aantal auto's die steeds weer over de studiostraten rijden: een Renault Dauphine, een Citroën 2CV en een of twee Peugeot-sedans. De opnames waarbij Jack Lemmon zogenaamd verdrinkt, werden opgenomen in Parijs. De Seine was aangewezen als de 'plek des onheils' maar de rivier was indertijd zwaar vervuild. Lemmon werd ingeënt tegen tetanus en andere ziektes voordat hij het water in mocht.

## Muziek
De volgende composities van André Previn zijn te horen:
- "Main Title" 2:14
- "Meet Irma" 1:42
- "This Is the Story" 3:16
- "Nestor the Honest Policeman" 1:54
- "Our Language of Love" 2:04
- "Don't Take All Night" 5:43
- "The Market" 6:28
- "Easy Living the Hard Way" 3:16
- "Escape" 2:13
- "Wedding Ring" 1:35
- "The Return of Lord X" 1:24
- "In the Tub with Fieldglasses" 2:27
- "Goodbye Lord X" 3:17
- "I'm Sorry Irma" 1:38
- "Juke Box: Let's Pretend Love" 3:07
- "Juke Box: Look Again" 2:16
- "But That's Another Story" 0:38

Het enige liedje uit de oorspronkelijke musical dat echt wordt gezongen in de film is "Dis-Donc" dat Shirley MacLaine zingt terwijl ze op de tafel danst.

## Prijzen en nominaties
| jaar | prijs            | categorie                               | genomineerde(n)              | uitslag     |
| ---- | ---------------- | --------------------------------------- | ---------------------------- | ----------- |
| 1964 | Academy Award    | Beste muziek – bewerking of behandeling | André Previn                 | gewonnen    |
| 1964 | Academy Award    | Beste actrice in een hoofdrol           | Shirley MacLaine             | genomineerd |
| 1964 | Academy Award    | Beste cinematografie, kleur             |                              | genomineerd |
| 1964 | Golden Globe     | Beste filmactrice – musical/komedie     | Shirley MacLaine             | gewonnen    |
| 1964 | Golden Globe     | Beste film – musical/komedie            | -                            | genomineerd |
| 1964 | Golden Globe     | Beste filmacteur – musical/komedie      | Jack Lemmon                  | genomineerd |
| 1964 | Golden Screen    | -                                       | -                            | gewonnen    |
| 1964 | Golden Laurel    | Top Female Comedy Performance           | Shirley MacLaine             | gewonnen    |
| 1964 | Golden Laurel    | Top Male Comedy Performance             | Jack Lemmon                  | gewonnen    |
| 1964 | Golden Laurel    | Top Comedy                              | -                            | genomineerd |
| 1964 | WGA Award        | Best geschreven Amerikaanse komedie     | I.A.L. Diamond, Billy Wilder | genomineerd |
| 1965 | BAFTA Film Award | beste buitenlandse actrice              | Shirley MacLaine             | genomineerd |